# 成都蓉城足球俱乐部
成都蓉城足球俱乐部，原名成都兴城足球俱乐部，是由成都兴城投资集团有限公司和成都德瑞足球培训中心出资建立的足球俱乐部，于2018年3月初注册。承接了部分来自已解散的成都钱宝足球俱乐部的球员。

## 历史
2018年1月，成都兴城投资集团有限公司、成都德瑞足球培训中心有限公司就组建成都兴城足球俱乐部达成共识。3月7日，成都兴城足球俱乐部有限公司注册成立；3月20日上午，召开发布会并正式成立成都兴城足球俱乐部，接手因钱宝系事件而陷入困境、由成都市足协托管的成都FC（原成都钱宝），新赛季征战中国足球协会会员协会冠军联赛。
2018年8月31日，成都兴城以中冠联赛（南三区）第一名身份晋级中冠全国总决赛。
2018年10月14日，成都兴城以两回合7：1的总比分淘汰拉萨城投晋级四强，成功升入2019年中乙联赛，并在该年获得中冠联赛亚军。
2019年9月28日下午，成都兴城2-0客场击败云南昆陆，以中乙南区冠军、中乙亚军的成绩升入2020年中甲联赛。
升入中甲联赛的首个赛季，成都兴城表现不俗，最终夺得本赛季殿军。
2021赛季，因应俱乐部名称中性化政策。成都兴城更名为成都蓉城。本赛季成都蓉城排名与上赛季持平，附加赛中以总比分2-1击败大连人，升入中超。
2025年8月12日，成都蓉城在亞足聯冠軍精英聯賽东亚区预选赛中3比0击败曼谷聯，队史首次闯入亚冠比赛。

## 球迷文化
前成都谢菲联足球俱乐部的球迷组织“红色刀锋球迷协会”因谢菲联队解散而沉寂多年。成都兴城足球俱乐部的建立引起了该组织成员的兴趣。经组织内投票表决后该组织决定回归赛场支持成都兴城俱乐部。

## 主场

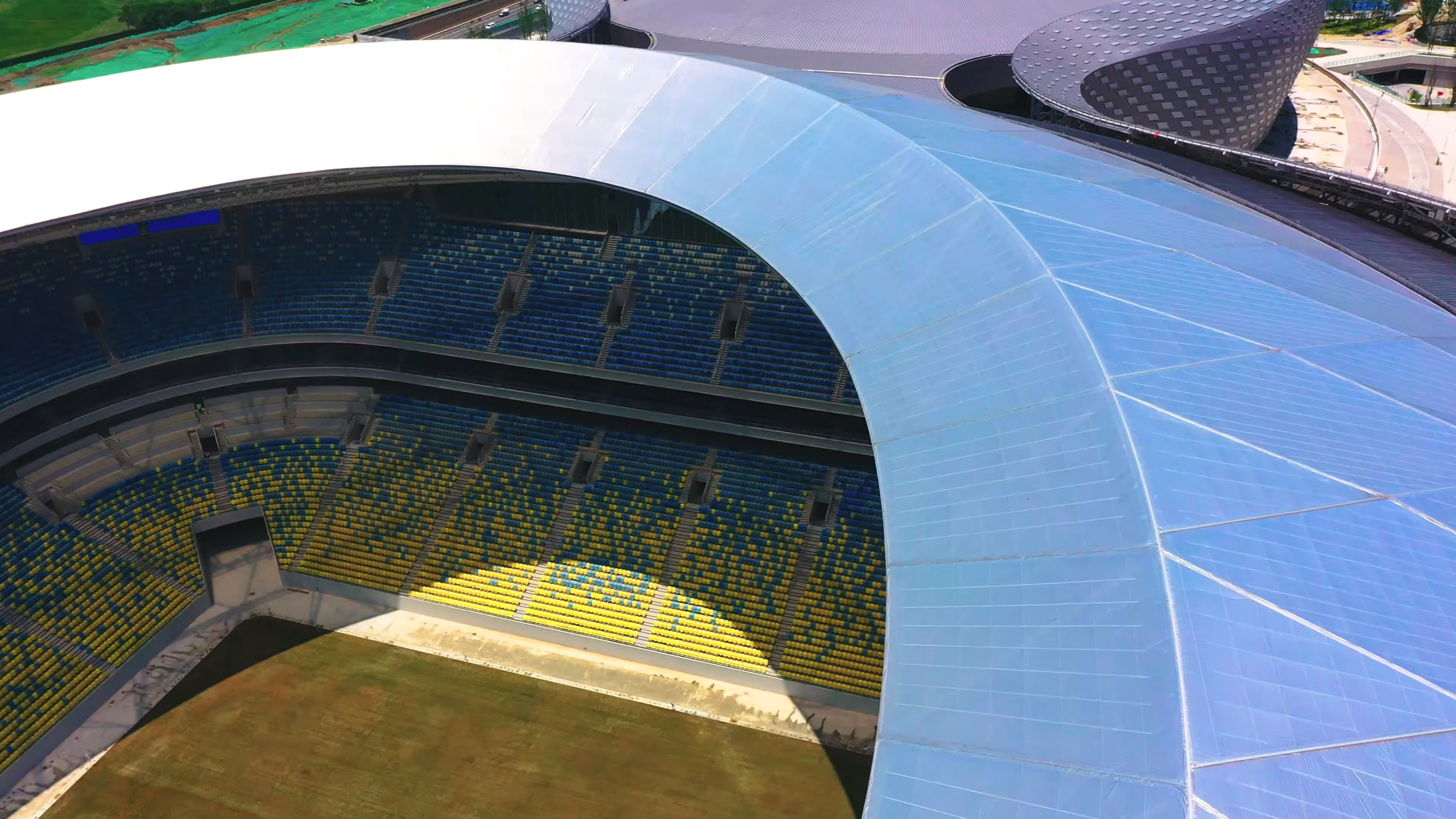
凤凰山体育公园专业足球场

成都凤凰山体育公园专业足球场座椅总数：50695座，其中：首层看台：25437座（含伸缩座椅：3128座和固定看台：22309座），SVIP HALL：220座，VIP：496座，包厢：1682座，V88：369座，顶层看台：22269座，天府俱乐部：164座，无障碍座椅：58座。另预留有临时坐席，极限总设计57087个坐席。
2023赛季中超联赛第16、18 、19轮的成都主场比赛场地调整为乐山市奥林匹克中心。

## 队员

### 一线队
註釋：國旗表示球員在國際足聯資格規則定義的國家隊。球員可能擁有一個以上非國際足聯國籍。
| 號碼 |          | 位置 | 球員              |
| ---- | -------- | ---- | ----------------- |
| 1    | 中国     | 门将 | 蹇韬              |
| 2    | 中国     | 后卫 | 胡荷韬            |
| 3    | 中国     | 后卫 | 唐鑫              |
| 4    | 荷兰     | 后卫 | 蒂莫·莱切特       |
| 6    | 中国     | 中场 | 冯卓毅            |
| 7    | 中国     | 前锋 | 韦世豪            |
| 8    | 中華臺北 | 中场 | 周定洋            |
| 10   | 巴西     | 中场 | 罗慕洛            |
| 11   | 以色列   | 后卫 | 亚哈夫·古尔芬克尔 |
| 14   | 中国     | 门将 | 冉伟枫            |
| 15   | 中国     | 中场 | 严鼎皓            |
| 16   | 中国     | 中场 | 杨明洋            |
| 17   | 中国     | 中场 | 吴雷              |
| 19   | 中国     | 后卫 | 董岩鋒            |
| 20   | 中国     | 后卫 | 唐淼              |

| 號碼 |      | 位置 | 球員                |
| ---- | ---- | ---- | ------------------- |
| 21   | 巴西 | 前锋 | 费利佩·席尔瓦       |
| 22   | 中国 | 后卫 | 李扬                |
| 23   | 中国 | 后卫 | 杨一鸣              |
| 24   | 中国 | 前锋 | 唐创                |
| 25   | 中国 | 中场 | 木热合买提江·莫扎帕 |
| 26   | 中国 | 后卫 | 刘涛                |
| 27   | 中国 | 后卫 | 杨帆                |
| 28   | 中国 | 后卫 | 杨帅                |
| 29   | 中国 | 中场 | 木塔力甫·依明卡日   |
| 30   | 中国 | 前锋 | 艾孜买提·凯萨尔     |
| 31   | 巴西 | 前锋 | 曼努埃尔·帕拉西奥斯 |
| 33   | 中国 | 门将 | 张岩                |
| 35   | 中国 | 中场 | 廖荣祥              |
| 36   | 中国 | 后卫 | 陈国良              |
| 39   | 中国 | 中场 | 甘超                |

## 歷屆教練
- 何塞·卡洛斯·格拉内罗（英语：José Carlos Granero） (2018–2020)
- 徐正源 (2021–)